# Donna B. Gilleskie
Donna Boswell Gilleskie (* im 20. Jahrhundert) ist eine US-amerikanische Wirtschaftswissenschaftlerin.

## Werdegang, Forschung und Lehre
Gilleskie studierte Mathematik und Wirtschaftswissenschaft an der University of North Carolina at Chapel Hill, in beiden Fächern graduierte sie 1989 jeweils als Bachelor of Arts. Anschließend wechselte sie an die University of Minnesota, an der sie 1992 ein Wirtschaftsstudium mit einem Master of Arts und 1994 als Ph.D. abschloss.
Ab 1994 gehörte Gilleskie als Assistant Professor dem akademischen Personal der University of North Carolina at Chapel Hill an. 2001 stieg sie zum Associate Professor auf, ehe sie an der Hochschule 2010 zur ordentlichen Professorin berufen wurde. Seit 2019 leitet sie die wirtschaftswissenschaftliche Fakultät.
Gilleskies Arbeitsschwerpunkte liegen im Bereich der Gesundheitsökonomie, insbesondere setzt sie sich dabei mit verhaltensökonomischen Fragestellungen bezüglich Entscheidungen über die Wahl von Krankenversicherungart und -unternehmen und die Inanspruchnahme medizinischer Versorgung sowie nach Auswirkungen dieser Entscheidungen auf die Wahl von Arbeitgebern sowie des späteren Gesundheitsverlaufs auseinander.
Gilleskie ist Mitglied der Southern Economic Association und wirkte in verschiedenen Gremien mit, zwischen dem November 2018 und November 2019 war sie Präsidentin der Organisation. Seit 2019 ist sie Fellow der International Association for Applied Econometrics. Zwischen 1995 und 2010 war sie zunächst Faculty Research Fellow und später Research Associate am National Bureau of Economic Research. Sie wirkte zudem bei verschiedenen Periodika in der Herausgeberschaft mit, unter anderem im Journal of Econometrics, Southern Economic Journal, Journal of Human Resources und American Journal of Health Economics.